# Ewa Krzyzewska
Ewa Krzyżewska (Cracovia, 7 febbraio 1939 – Almuñécar, 30 luglio 2003) è stata un'attrice polacca.
Fu principalmente un'attrice cinematografica in film polacchi e stranieri.

## Biografia
Era la figlia di Juliusz Walerian Krzyżewski e Maria Stanisława Piotrowska e la pronipote di Ludwik Nowakowski, che prese parte alla Rivolta di gennaio. I suoi padrini furono il poeta Jeremi Przybora e la zia Ewelina Krzyżewska. Durante la seconda guerra mondiale la famiglia si trasferì a Varsavia e poi a Międzylesie, sempre vicino a Varsavia e, dal 1940, a Chrzanów dove frequentò la scuola primaria e poi la scuola secondaria e dove ebbe modo di avvicinarsi alla recitazione.
Dopo la guerra si trasferì con la madre a Cracovia dove, nel 1956, iniziò gli studi presso la scuola superiore statale di teatro. Grazie a una sua foto scattata dal fotografo Wojciech Plewiński pubblicata sulla copertina della rivista Przekrój nel 1959, quando era ancora studentessa, incominciò a lavorare come apprendista sul set del film Kalosze szczęścia dove fu notata da Janusz Morgenstern, assistente di Andrzej Wajda, e quindi scritturata per interpretare il ruolo di Krystyna Rozbicka nel film Cenere e diamanti. Per questo ruolo, nel 1962, ebbe un premio dall'Accademia del cinema francese. Dal 1962 al 1967 recitò al teatro di Varsavia. Nel 1963 fu a Londra durante una proiezione di gala al cinema Odeon alla presenza della Regina madre Elisabetta e ai membri della famiglia reale. È stata membro dell'Associazione dei registi polacchi. Nel 1963 è apparsa nel video musicale della televisione di stato polacca, Telewizja Polska, nella canzone The Bride interpretata da Mieczysław Wojnicki.
Si sposò nel 1960 a Cracovia con Wacław Andrzej Spława-Neyman, un impiegato che aveva conosciuto su un aereo in volo da Varsavia a Belgrado. Divorziò nel 1963 e si risposò il 30 giugno 1971 con Bolesław Kwiatkowski. Nel 1973 si ritirò dalla vita artistica e lasciò il paese; nel 1989 si stabilì definitivamente con il marito ad Almuñécar, in Spagna.
Fu vittima il 28 luglio 2003 di un incidente stradale dove il marito morì subito mentre lei morì in ospedale pochi giorni dopo, il 30 luglio; venne sepolta nel cimitero di Almuñécar e, pochi anni dopo, fu riesumata e traslata in Polonia, dove fu sepolta nella tomba della famiglia Krzyżewski presso il cimitero Powązki di Varsavia.

## Filmografia
- Cenere e diamanti, regia di Andrzej Wajda (1958)
- La guerra, regia di Veljko Bulajić (1960)
- Zaduszki, regia di Tadeusz Konwicki (1961)
- Zuzanna i chlopcy, regia di Stanisław Możdżeński (1961)
- Zbrodniarz i panna, regia di Janusz Nasfeter (1963)
- Licze na wasze grzechy, regia di Jerzy Zarzycki (1964)
- Zvony pre bosých, regia di Stanislav Barabáš (1965)
- Sposób bycia, regia di Jan Rybkowski (1966)
- Il faraone, regia di Jerzy Kawalerowicz (1966)
- Wieczór przedswiateczny, regia di Helena Amiradżibi-Stawińska e Jerzy Stefan Stawiński (1966)
- Lekarstwo na milosc, regia di Jan Batory (1966)
- Pieklo i niebo, regia di Stanisław Różewicz (1966)
- Zejscie do piekla, regia di Zbigniew Kuźmiński (1966)
- Faust XX, regia di Ion Popescu-Gopo (1966)
- Powrót na ziemie, regia di Stanisław Jędryka (1967)
- Akcja Brutus, regia di Jerzy Passendorfer (1971)
- Dzieciol, regia di Jerzy Gruza (1971)
- Liebeserklärung an G.T., regia di Horst Seemann (1971)
- Okno zabite deskami, regia di Janusz Majewski (film televisivo, 1971)
- Jak daleko stad, jak blisko, regia di Tadeusz Konwicki (1972)
- Das Geheimnis der Anden, regia di Rudi Kurz (miniserie televisiva, 1972)
- Zazdrosc i medycyna, regia di Janusz Majewski (1973)